# Aplosporella prosopidincola
Aplosporella prosopidincola är en svampart som beskrevs av S. Ahmad 1954. Aplosporella prosopidincola ingår i släktet Aplosporella och familjen Botryosphaeriaceae.   Inga underarter finns listade i Catalogue of Life.